# バルボア (通貨)
バルボア（Balboa）は、パナマの法定通貨である。記号は通常「B/.」で示され、ISO 4217ではPABとあらわす。
スペインの探検家、コンキスタドールであるバスコ・ヌーニェス・デ・バルボアを記念して名づけられた。
1バルボアは100センテシモ(centésimo、センタボ、セント)。

## 概要
バルボアはパナマの独立時にコロンビア・ペソに変わって登場した。
導入時以来、常に1USドル＝1バルボアに固定されている。バルボア紙幣は存在せず、流通しているのはUSドル紙幣のみであり、それをバルボアという名称で使用している。硬貨は1センテシモ、5センテシモおよび1/10バルボア、1/4バルボア、1/2バルボア、1バルボア、2バルボア硬貨が発行されている。1バルボア、2バルボア硬貨以外は、大きさ・材質でUSドルの1、5、10、25、50セント硬貨とまったく同じでありデザインのみ異なる。パナマ国内ではアメリカ合衆国のセント硬貨もパナマ発行の硬貨と併用されており全く区別無く使用することが可能であるが、アメリカ合衆国内ではパナマ発行の硬貨は通貨としての効力は持たない。